# Ullis
Ullis va ser un regne situat probablement en allò que avui en dia és el Líban, prop del Mediterrani, i segurament no gaire llunyà de Iarmuti. La ciutat i el territori van ser sotmesos per Sargon I d'Akkad cap a l'any 2220 aC.